# گروه D جام جهانی فوتبال ۲۰۱۸

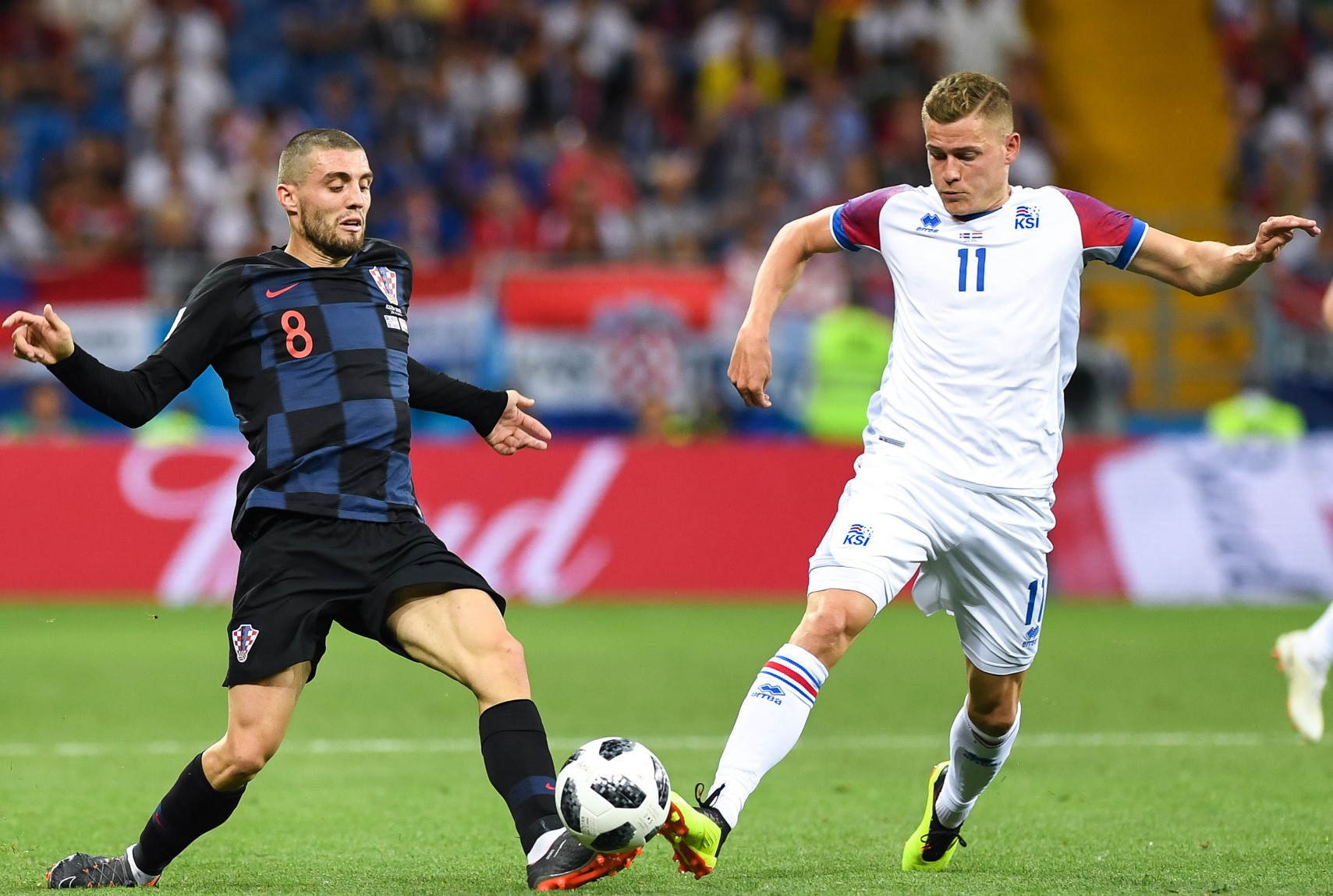
مسابقات گروه D جام جهانی فوتبال ۲۰۱۸

مسابقات گروه D جام جهانی فوتبال ۲۰۱۸ از ۱۶ تا ۲۶ ژوئن ۲۰۱۸ برگزار شد. این گروه شامل تیم‌های آرژانتین، ایسلند، کرواسی و نیجریه است. دو تیم برتر یعنی کرواسی و آرژانتین به مرحله یک شانزدهم نهایی صعود کردند.
تیم فوتبال آرژانتین در مرحله یک هشتم نهایی در برابر فرانسه با نتیجه 4 بر 3 مغلوب شد و تیم فوتبال کرواسی با برد در مقابل تیم های دانمارک،روسیه و انگلیس راهی فینال رقابت ها شد ولی در فینال با نتیجه 4 بر 2 مغلوب شد.